# Osečina (pueblo)
Osečina es un pueblo ubicado en la municipalidad de Osečina, en el distrito de Kolubara, Serbia.

## Superficie
Posee una superficie de 25,59 kilómetros cuadrados.

## Demografía
Hasta 2011 la población era de 768 habitantes, con una densidad de población de 30,01 habitantes por kilómetro cuadrado.